# Paucourt
Paucourt ist eine französische Gemeinde mit 920 Einwohnern (Stand: 1. Januar 2022) im Département Loiret in der Region Centre-Val de Loire. Sie gehört zum Arrondissement Montargis und zum Kanton Châlette-sur-Loing. Die Einwohner werden Paucourtois und Paucourtoises genannt.

## Geografie
Paucourt wird vollständig vom Wald von Montargis (Forêt de Montargis) umgeben. Die Nachbargemeinden von Paucourt sind Fontenay-sur-Loing im Norden und Nordwesten, Ferrières-en-Gâtinais im Norden, Griselles im Norden und Nordosten, La Chapelle-Saint-Sépulcre im Südosten, Amilly im Süden, Châlette-sur-Loing im Westen und Südwesten sowie Cepoy im Westen und Nordwesten. 
Am Nordrand der Gemeinde führt die Autoroute A19 entlang.

## Bevölkerungsentwicklung
| 1962 | 1968 | 1975 | 1982 | 1990 | 1999 | 2006 | 2018 |
| ---- | ---- | ---- | ---- | ---- | ---- | ---- | ---- |
| 216  | 242  | 441  | 652  | 758  | 860  | 879  | 904  |

## Sehenswürdigkeiten

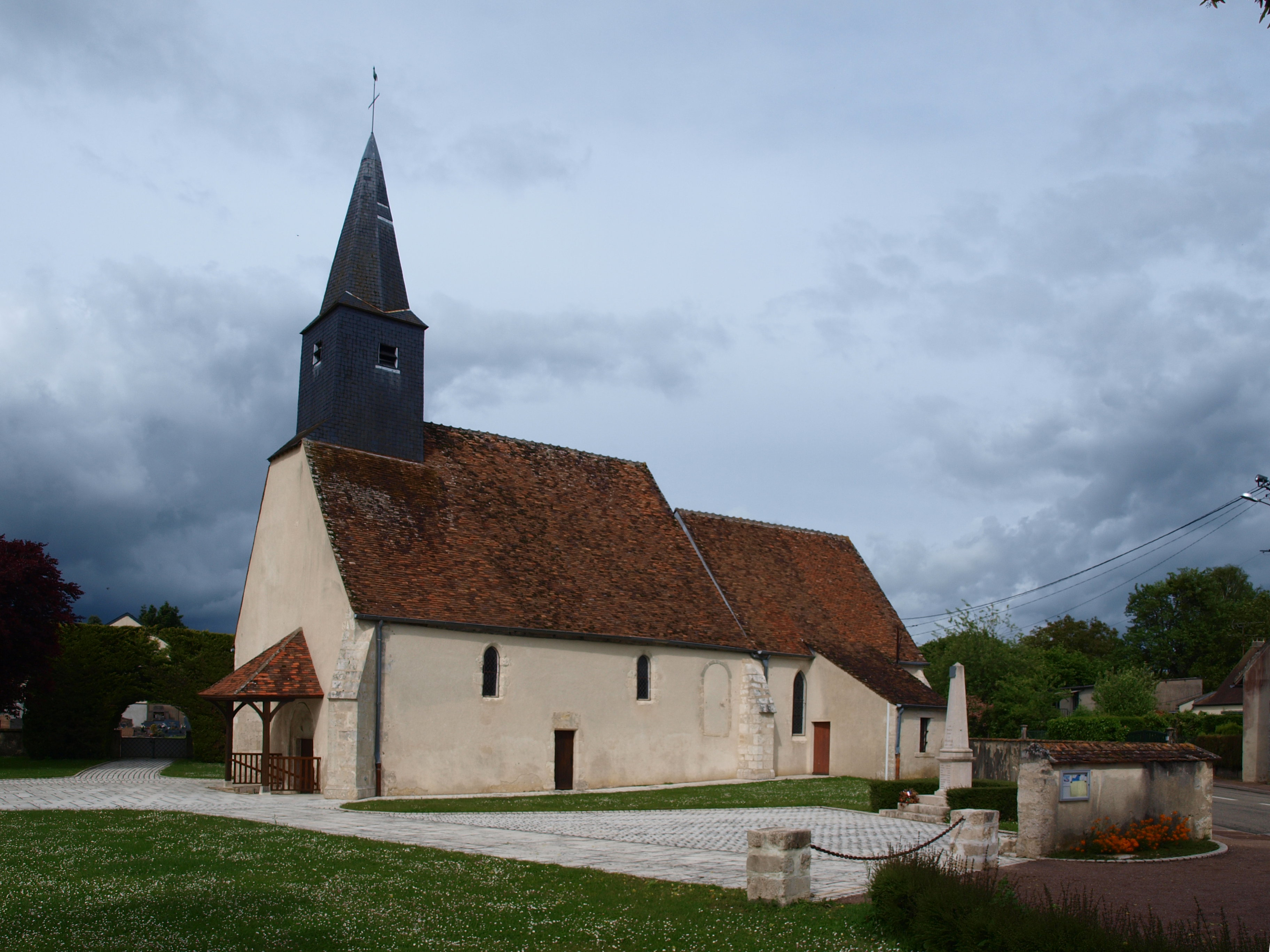
Kirche Saint-Martin

- Menhir Pierre du Gros Vilain aus der Jungsteinzeit, etwa 1,8 Meter hoch
- Kirche Saint-Martin et Saint-Sébastien
- Haus der Forstverwaltung